# Alexander van Oldenburg

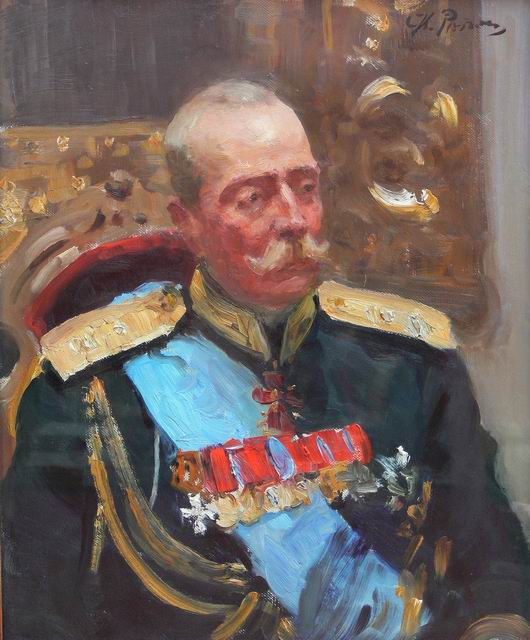
Portret van Alexander van Oldenburg door Ilja Repin

Alexander Frederik Constantijn van Holstein-Gottorp (Russisch: Александр Петрович Ольденбургский) (Sint-Petersburg, Rusland, 2 juni 1844 – Biarritz, Frankrijk, 6 september 1932), Hertog van Oldenburg, was de zoon van hertog Peter van Oldenburg en diens echtgenote Theresia van Nassau.
Hij trouwde op 19 januari 1868 te Sint-Petersburg met hertogin Eugénie Maksimilianovna van Leuchtenberg, een dochter van Maximiliaan van Leuchtenberg. Ze kregen één zoon: Peter Frederik George (1868-1924), die trouwde met grootvorstin Olga Aleksandrovna van Rusland, een dochter van tsaar Alexander III.
Alexander stierf op 6 september 1932 op 88-jarige leeftijd te Biarritz, Frankrijk.